# ATP Challenger Palermo
Das ATP Challenger Palermo (offizieller Name: Sicilia Classic Tecnocasa Cup) war ein Tennisturnier in Palermo, das von 2009 bis 2011 ausgetragen wurde. Es war Teil der ATP Challenger Tour und fand im Freien auf Sandplatz statt. Die erfolgreichsten Spieler des Turniers sind Martin Fischer und Philipp Oswald, die 2009 und 2010 zusammen die Doppelkonkurrenz gewinnen konnten.

## Liste der Sieger

### Einzel
| Jahr | Sieger         | Finalgegner          | Ergebnis       |
| ---- | -------------- | -------------------- | -------------- |
| 2011 | Carlos Berlocq | Adrian Ungur         | 6:1, 6:1       |
| 2010 | Attila Balázs  | Martin Fischer       | 7:64, 2:6, 6:1 |
| 2009 | Adrian Ungur   | Albert Ramos Viñolas | 6:4, 6:4       |

### Doppel
| Jahr | Sieger                                | Finalgegner                                  | Ergebnis         |
| ---- | ------------------------------------- | -------------------------------------------- | ---------------- |
| 2011 | Tomasz Bednarek Mateusz Kowalczyk     | Aljaksandr Bury Andrej Wassileuski           | 6:2, 6:4         |
| 2010 | Martin Fischer (2) Philipp Oswald (2) | Alessandro Motti Simone Vagnozzi             | 4:6, 6:2, [10:6] |
| 2009 | Martin Fischer (1) Philipp Oswald (1) | Pierre-Ludovic Duclos Rogério Dutra da Silva | 4:6, 6:3, [10:5] |